# Il segreto di Adrianopoli
Il segreto di Adrianopoli (Adrianopels hemmelighed) è un film muto del 1913 diretto da Einar Zangenberg. Il nome del regista appare anche tra quello degli interpreti del film insieme ai nomi di Peter Malberg e Tronier Funder.

## Produzione
Il film fu prodotto dalla Kinografen.

## Distribuzione
In Danimarca, il film fu distribuito dalla Kinografen che lo presentò nell'omonimo cinema di Copenaghen il 13 ottobre 1913. Nel dicembre 1913, il film - che in inglese fu ribattezzato The Secret of Adrianople - venne distribuito negli Stati Uniti dalla Film Releases of America per poi uscire riedito il 4 marzo 1914 distribuito dalla Box Office Attractions Company come William Fox Features. In Italia, distribuito dalla Degiglio, nell'ottobre 1913 ottenne dalla censura il visto numero 1405.